# Emanuel Neuman
Emanuel Neuman născut Emanoil Neuman (n. 25 iulie 1911, Oltenița, România - m. 28 iunie 1995, Bruxelles) a fost unul dintre cei mai buni prieteni ai lui N. Steinhardt (Manole din Jurnalul fericirii), întâlnirea cu el fiind considerată de memorialist cel mai semnificativ eveniment de până la botez. 
A fost fiul mai mare al lui Joseph Neuman (1881-1923, vânzător) și al Sofiei Moscovici (1887-1970, gospodină).
Familia sa s-a mutat la București în 1916, unde locuia pe strada Ion Maiorescu. A studiat economia politică la Academia de Înalte Studii Comerciale (așa-numita „Secție consulară”, precursor al actualei Facultăți de Economie și Afaceri Internaționale) și drept la Universitatea din București (nivel de doctorat). A terminat serviciul militar în 1933, iar în februarie 1941 m-am căsătorit cu Gertrude Steinhardt (1916-2001), vara lui N. Steinhardt, licențiată în litere și filozofie la Universitatea din București. 
Reședința lui Neuman s-a schimbat în acest context în Calea Moșilor, 313, pentru perioada 1940-1960). 
A lucrat ca avocat pentru Curtea de Apel București (aprox. 1933-1948), iar mai târziu ca economist la o întreprindere (aprox. 1948-1960).
Coleg cu N. Steinhardt la Facultatea de Drept, este pasionat de dreptul constituțional. 
Obține titlul de doctor în Drept cu teza Limitele puterii statului (1937). 
În 1934-1935 colaborează la Revista burgheză, unde deține rubrica „Economic, social și monden“ și unde publică un fragment de roman, cu titlul Freud și Conul Costake. 
Este mentor al tânărului Steinhardt, inițiindu-l în probleme culturale, ideologice sau de filosofie identitară. Neuman se va îndrepta spre agnosticism, Steinhardt spre creștinism. 
Dintre proiectele lor comune fac parte o Istorie a parlamentarismului românesc și La religion anti-sémite (Du socialisme au national-socialisme), proiecte care nu vor fi însă duse până la capăt. Emanuel și Gertrude Neuman pleacă în anii ’60 la Bruxelles, unde lucrează ca maitre de recherches la Institut International des Sciences Administratives și publică recenzii în revista institutului respectiv. 
Se stinge la Bruxelles în 1995.